# ICD-10 第十二章：皮肤和皮下组织疾病

## L00-L08 皮肤和皮下组织的感染
L00-L08 皮肤和皮下组织的感染
- L00 葡萄球菌性烫伤皮肤综合征
- L01 脓疱病
- L02 皮肤脓肿、疖和痈
- L03 蜂窝织炎
- L04 急性淋巴结炎
- L05 藏毛囊肿
- L08 皮肤和皮下组织其他局部感染

## L10-L14 大疱性疾患
L10-L14 大疱性疾患
- L10 天疱疮
- L11 其他皮肤棘层松解性疾患
- L12 类天疱疮
- L13 其他大疱性疾患
- L14 分类于他处的疾病引起的大疱性疾患

## L20-L30 皮炎和湿疹
L20-L30 皮炎和湿疹
- L20 特应性皮炎
- L21 脂溢性皮炎
- L22 尿布皮炎
- L23 变应性接触性皮炎
- L24 刺激性接触性皮炎
- L25 未特指的接触性皮炎
- L26 剥脱性皮炎
- L27 由于内服物质引起的皮炎
- L28 慢性单纯性苔癣和痒疹
- L29 搔痒症
- L30 其他皮炎

## L40-L45 丘疹鳞屑性疾患
L40-L45 丘疹鳞屑性疾患
- L40 银屑病
- L41 副银屑病
- L42 玫瑰糠疹
- L43 扁平苔藓
- L44 其他丘疹鳞屑性疾患
- L45 分类于他处的疾病引起的丘疹鳞屑性疾患

## L50-L54 荨麻疹和红斑
L50-L54 荨麻疹和红斑
- L50 荨麻疹
- L51 多形红斑
- L52 结节性红斑
- L53 其他红斑性情况
- L54 分类于他处的疾病引起的红斑

## L55-L59 与辐射有关的皮肤和皮下组织疾患
L55-L59 与辐射有关的皮肤和皮下组织疾患
- L55 晒伤
- L56 由于紫外线辐射引起的其他急性皮肤炎
- L57 由于慢性暴露于非电离辐射下引起的皮肤炎
- L58 放射性皮炎
- L59 与辐射有关的皮肤和皮下组织其他疾患

## L60-L75 皮肤附件的疾患
L60-L75 皮肤附件的疾患
- L60 甲疾患
- L62 分类于他处的疾病引起的甲疾患
- L63 局限性脱发
- L64 雄激素性脱发
- L65 其他非瘢痕性毛发缺失
- L66 瘢痕性脱发
- L67 毛色和毛干异常
- L68 多毛症
- L70 痤疮
- L71 酒渣鼻
- L72 皮肤和皮下组织滤泡囊肿
- L73 其他滤泡性疾患
- L74 外分泌汗腺疾患
- L75 顶泌汗腺疾患

## L80-L99 皮肤和皮下组织的其他疾患
L80-L99 皮肤和皮下组织的其他疾患
- L80 白斑
- L81 色素沉着的其他疾患
- L82 皮脂溢性角化病
- L83 黑棘皮症
- L84 鸡眼和胼胝
- L85 其他表皮肥厚
- L86 分类于他处的疾病引起的皮肤角化病
- L87 经表皮排除疾患
- L88 坏疽性脓皮症
- L89 褥疮性溃疡
- L90 皮肤萎缩性疾患
- L91 皮肤肥大性疾患
- L92 皮肤和皮下组织肉芽肿性疾患
- L93 红斑狼疮
- L94 其他局限性结缔组织疾患
- L95 局限于皮肤的脉管炎，不可归类在他处者
- L97 下肢溃疡，不可归类在他处者
- L98 皮肤和皮下组织的其他疾患，不可归类在他处者
- L99 分类于他处的疾病引起的皮肤和皮下组织的其他疾